# Disphragis elongata
Disphragis elongata är en fjärilsart som beskrevs av Druce 1906. Disphragis elongata ingår i släktet Disphragis och familjen tandspinnare. Inga underarter finns listade i Catalogue of Life.